# Val d’Arcomie
Val d’Arcomie község Franciaország Auvergne-Rhône-Alpes régiójában, Cantal megyében. Új községként 2016. január 1-jén jött létre Loubaresse, Faverolles, Saint-Just és Saint-Marc községek egyesítésével. A négy korábbi község delegált község státusszal az új község része lett. Lakosainak száma 946 fő (2022. január 1.).

## Népesség
| Lakosok száma | 993  | 987  | 989  | 990  | 994  | 970  | 946  |
|               | 2016 | 2017 | 2018 | 2019 | 2020 | 2021 | 2022 |